# قرص كوكبي أولي

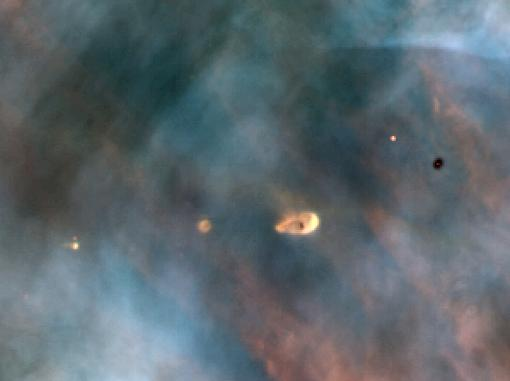
قرص كوكبي في مراحله الأولى في سديم الجبار.

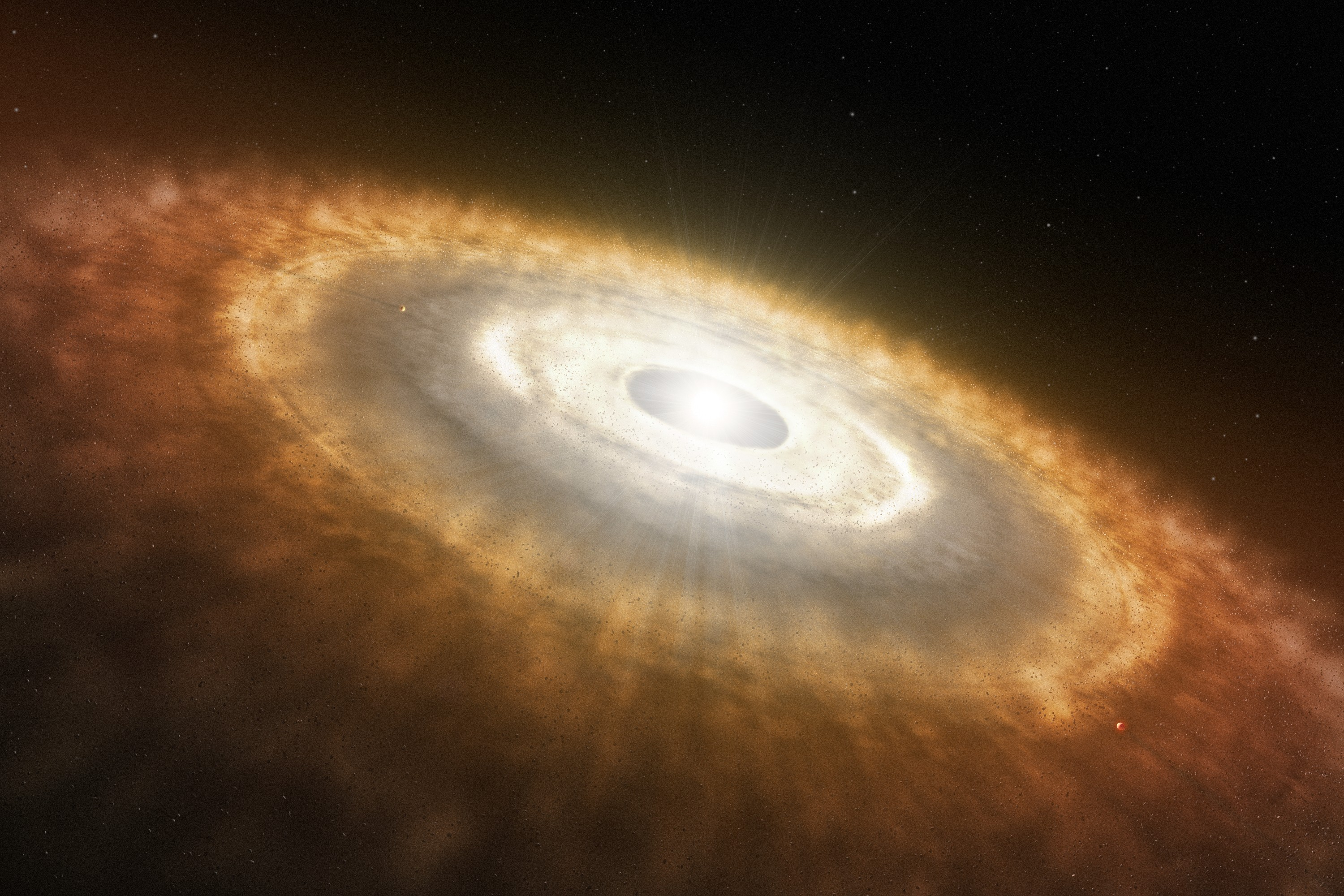
صورة تخيلية لنجم يافع يطوقه قرص كوكبي دوار (قد تتكون في القرص بعد ذلك كواكب ، عن طريق التنامي.

القرص الكوكبي الأولي أو القرص الكوكبي الدوار هو قرص نجمي دوّار من الغازات الكثيفة والغبار، يحيط بنجم شاب حديث التشكل، مثل نجم تي الثور، ونجم هيربيغ إيه إي/بي إي. يمكن اعتبار القرص الكوكبي الأولي أيضًا قرصًا مُزوِّدًا بالنسبة للنجم بحد ذاته، إذ بإمكان الغازات والمواد الأخرى أن تسقط من الحافة الداخلية للقرص على سطح النجم. يجب عدم الخلط بين هذه العملية وعملية التزويد التي تبني الكواكب نفسها. تُسمى الأقراص الكوكبية الأولية المُضاءة خارجيًا بواسطة التبخر الضوئي الأقراص الكوكبية المتأينة.
أُبلغ عن أول صورة موثقة لهكذا قرص يحتوي داخله كوكبًا خارجيًا حديث الولادة في يوليو عام 2018.

## التشكل
تتشكل النجوم الأولية من سُحب جزيئية تتكون بشكل رئيسي من جزئيات الهيدروجين. عندما يصل جزء من السحابة الجزيئية إلى الحجم أو الكتلة أو الكثافة الحرجة، يبدأ بالانهيار تحت تأثير جاذبيته الذاتية. تُسمى هذه السحابة المُنهارة السديم الشمسي، إذ تُصبح أكثف، وتصب حركة الغازات العشوائية الموجودة في السحابة من الأساس في اتجاه الزخم الزاوي الصافي للسديم. يُسبب حفظ الزخم الزاوي دورانًا متزايدًا وتناقصًا في نصف قطر السديم. تُصبح السحابة مُسطحة نتيجة الدوران -تشبه بشكل كبير تشكيل بيتزا مسطحة من العجينة- وتأخذ شكل القرص. يحدث هذا بسبب تسارع الجذب المركزي الناتج عن مقاومة الحركة المدارية للسحب الثقالي للنجم في اتجاه نصف قطري فقط، لكن تبقى السحابة قادرةً على الانهيار في الاتجاه العمودي. يتشكّل في المُحصلة قرص رقيق مدعوم بضغط الغاز في الاتجاه العمودي. يستغرق الانهيار الأولي نحو 100,000 عام. تصل درجة حرارة سطح النجم بعد ذلك الوقت إلى درجة حرارة مشابهة لنجم من النسق الأساسي يحمل نفس الكتلة، ثم يُصبح واضحًا.
إنّ نجم تي الثور في هذه المرحلة حاليًا. يستمر تزويد النجم بالغاز لعشرة ملايين سنة أخرى، قبل أن يختفي القرص، أو أن تجرفه رياح نجمية لقرص شاب، أو يمكن ببساطة أن يتوقف عن نشر الإشعاع بعد انتهاء عملية التزويد. يبلغ عمر القرص الكوكبي الأولي المُكتشف الأقدم حتى الآن 25 مليون عام.
تختلف الأقراص الكوكبية الأولية التي تحيط بنجوم تي الثور عن الأقراص التي تحيط بالعناصر الرئيسية من الأنظمة الثنائية الوثيقة من ناحية حجمها ودرجة حرارتها. يصل نصف قطر الأقراص الكوكبية الأولية حتى 1000 وحدة فلكية، وتصل الأجزاء الأكثر داخلية (الأقرب إلى المركز) منها فقط إلى درجات حرارة أعلى من 1000 كلفن. تترافق في أغلب الأحيان مع مقذوفات.
رُصدت الأقراص الكوكبية الأولية حول عدة نجوم شابة في مجرتنا. أظهرت الأرصاد التي التقطها تلسكوب هابل الفضائي تشكُّل أقراص كوكبية وأقراص كوكبية متأينة في سديم الجبار.
يُعتقد أن الأقراص الكوكبية الأولية هي بُنى رقيقة ذات ارتفاع عمودي قياسي أصغر بكثير من نصف القطر وكتلة قياسية أصغر بكثير من كتلة النجم الشاب المركزي.
يسيطر الغاز على كتلة القرص الكوكبي الأولي القياسي، بالإضافة إلى وجود حبيبات الغبار التي تلعب دورًا رئيسيًا في تطور القرص. تحمي حبيبات الغبار المستوي المتوسط  للقرص من الإشعاع الطّاقي القادم من الفضاء الخارجي، وهذا ما يخلق منطقة ميتة حيث يصبح انعدام الاستقرار المغناطيسي الدوراني غيرَ فعال.
يُعتقد أن هذه الأقراص مكونة من غلاف مضطرب من البلازما، ويُسمى أيضًا المنطقة النشطة، يحيط بمنطقة واسعة من الغاز الخامد تُسمى المنطقة الميتة. يمكن للمنطقة الميتة الواقعة في  المستوي المتوسط  للقرص أن تبطئ تدفق المادة عبر القرص، وهذا ما يمنع الوصول إلى حالة مستقرة.

## الماء
كلا بخار الماء والجليد متواجدان في هذه الأقراص وهما مع بعضهما يمثلان كميات كبيرة من الماء في هذه الأقراص. وعادة ما يتواجد الجليد في الجانب البعيد والبارد من القرص بينما يكون بخار الماء قريباً من الحافة الداخلية.